# Gächlingen
Gächlingen és un municipi del cantó de Schaffhausen (Suïssa).